# Gozo (sentimento)
Para os romanos. ‘gaudium, ii’ significava alegria, satisfação, regozijo. Terencio dizia ‘lacrimare gaudio’ para expressar ‘chorar de alegria’, e Cícero, ‘gaudiis exultare’, com o sentido de estar transbordante de alegria.
Nas línguas romances, o ditongo latino ‘au’ converteu-se com freqüência em ‘o’. Isto é mais evidente em francês, língua de ortografia mais tradicional, na qual se segue escrevendo ‘au’, mas se pronuncia ‘o’. Em espanhol e português, o grupo latino ‘di’ converteu-se em ‘z’.
As principais acepções de gozo em nossa língua são o sentimento de satisfação e prazer, posse ou uso de alguma coisa, como em “gozo de um direito”, “gozo de férias”. Gozar é ainda, em linguagem coloquial, brincar com alguém com provocações amistosas e também experimentar um orgasmo.